# Vivek Tiwary
Vivek Tiwary (né le 15 mai 1973 à New York) est un producteur de théâtre et scénariste de bande dessinée américain.

## Biographie
Vivek Twary naît le 15 mai 1973 à New York. Il sort diplômé de la New York Collegiate School de New York et en 1996 de l'université de Pennsylvanie. En 2004, Tiwary est producteur de la recréation de A Raisin in the Sun de Lorraine Hansberry.
En 2010, Tiwary est coproducteur de l'opéra rock de Green Day American Idiot et de la comédie musicale inspirée par la comédie musicale La Famille Addams (en). Au total les productions de Tiwary à Broadway ont remporté 25 Tony Award.
En novembre 2013 Tiwary sort un roman graphique, dessiné par Kyle Baker et Andrew C. Robinson intitulé Le cinquième Beatle qui reste plusieurs semaines dans la liste des meilleures ventes établies par le The New York Times. Il est même premier trois semaines après sa sortie. En 2014, The Fifth Beatle reçoit le prix Eisner pour la meillere bande dessinée inspirée par la réalité. La même annéeil reçoit deux prix Harvey pour le meilleur roman graphique original et la meilleure œuvre biographique, historique ou journalistique.

## Prix et récompenses
- 2014 : Prix Eisner du meilleur travail inspiré de la réalité pour Le Cinquième Beatles. L'Histoire de Brian Epstein (avec Kyle Baker et Andrew C. Robinson)
- 2014 : Prix Harvey du meilleur album original, de la meilleure œuvre biographique, historique ou journalistique pour Le Cinquième Beatles (avec Kyle Baker et Andrew C. Robinson)